# 사토 유카
사토 유카(佐藤有香, 1973년 2월 14일~)는 일본의 여자 피겨 스케이팅 선수이다. 1994년 현역에서 은퇴했고 현재는 코치와 안무가로 활동중이다.

## 생애
사토 유카는 일본 도쿄에서 태어났다. 사토 유카의 아버지는 사토 노부오이고 어머니는 오카와 구미코이다. 사토 유카의 부모 둘다 동계 올림픽과 세계 선수권에 참가한 경력이 있다. 사토 유카는 어린 시절부터 스케이트를 탔으며 한때 부모의 지도를 받기도 했다. 1989년과 1990년에 일본 주니어 선수권에서 우승했으며, 1990년 일본 선수권에서는 이토 미도리에 이어 2위에 올랐다. 1990년 세계 선수권에서 14위에 올랐다. 그 후 이토 미도리와 함께 일본 여자 싱글을 대표하는 선수로 이름을 알렸다. 1992년 동계 올림픽에서 7위, 1994년 동계 올림픽에서 5위에 올랐고, 1994년 세계 선수권에서 우승한 후 아마추어 무대에서 은퇴했다. 미국의 피겨 스케이팅 선수 제이슨 덩전과 결혼했고, 지도자로 활동하고 있다. 현재 고즈카 다카히코의 안무를 맡고 있으며, 미국 남자 싱글 챔피언인 제레미 애봇의 코치를 맡고 있다.

## 주요 경기 결과
| 대회               | 1988-1989 | 1989-1990 | 1990-1991 | 1991-1992 | 1992-1993 | 1993-1994 |
| ------------------ | --------- | --------- | --------- | --------- | --------- | --------- |
| 동계 올림픽        |           |           |           | 7         |           | 5         |
| 세계 선수권        |           | 14        |           | 8         | 4         | 1         |
| 주니어 세계 선수권 | 10        | 1         |           |           |           |           |
| 일본 선수권        | 3         | 2         |           | 2         | 1         | 1         |
| 주니어 일본 선수권 | 1         | 1         |           |           |           |           |
| 스케이트 아메리카  |           |           |           |           | 1         |           |
| Bofrost Cup on Ice |           |           | 5         |           |           |           |
| NHK 트로피         |           |           | 5         | 3         | 2         | 3         |
| Prague Skate       |           |           |           |           | 1         |           |
| Piruetten          |           |           |           |           |           | 6         |